# Chiesa di San Pietro (Villa San Pietro)
La chiesa di San Pietro è un edificio religioso di origine medievale ubicato nel comune di Villa San Pietro, nella provincia del Sud Sardegna.
Edificata in pietra calcarea nella seconda metà del XIII secolo mostra sia caratteristiche tipiche dello stile romanico che di quello gotico. La pianta è a navata unica e si conclude con un'abside.